# San Bernardo (Kopomá)
San Bernardo es una localidad del municipio de Kopomá en el estado de Yucatán, México.

## Toponimia
El nombre (San Bernardo) hace referencia a Bernardo de Claraval.

## Hechos históricos
- En 1940 pasa del municipio de Maxcanú al de Kopomá.

## Importancia histórica
Tuvo su esplendor durante la época del auge henequenero y emitió fichas de hacienda las cuales por su diseño son de interés para los numismáticos. Dichas fichas acreditan la hacienda como propiedad de Miguel Peón.

## Demografía
Según el censo de 2005 realizado por el INEGI, la población de la localidad era de 398 habitantes, de los cuales 209 eran hombres y 189 eran mujeres.
| 412                         | 460 | 522 | 667 | 808 | 907 | 375 | 404 | 472 | 461 | 467 | 382 | 398 |
| (Fuente: INEGI [Consultar]) |     |     |     |     |     |     |     |     |     |     |     |     |

## Galería

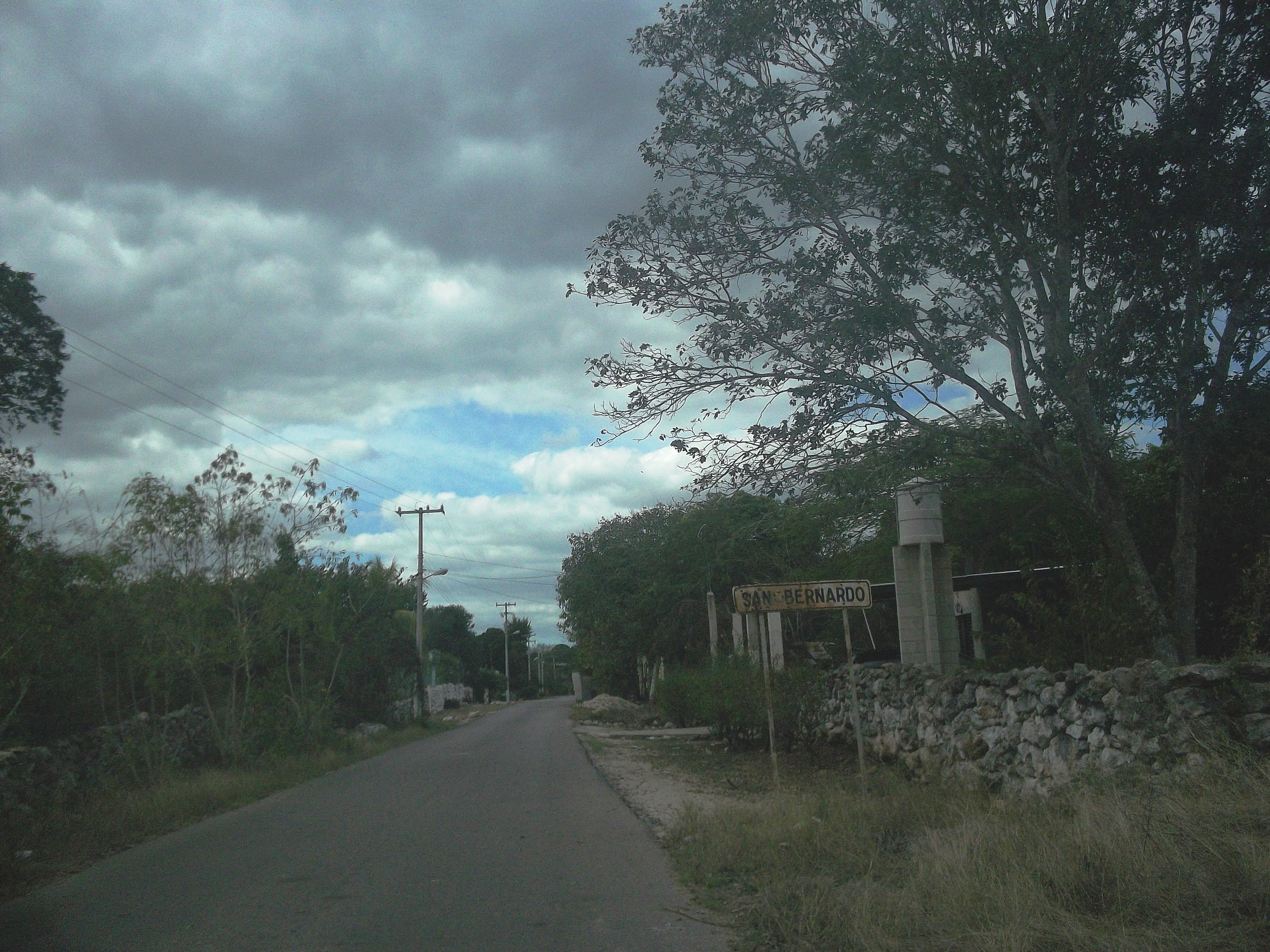
Entrada a San Bernardo.
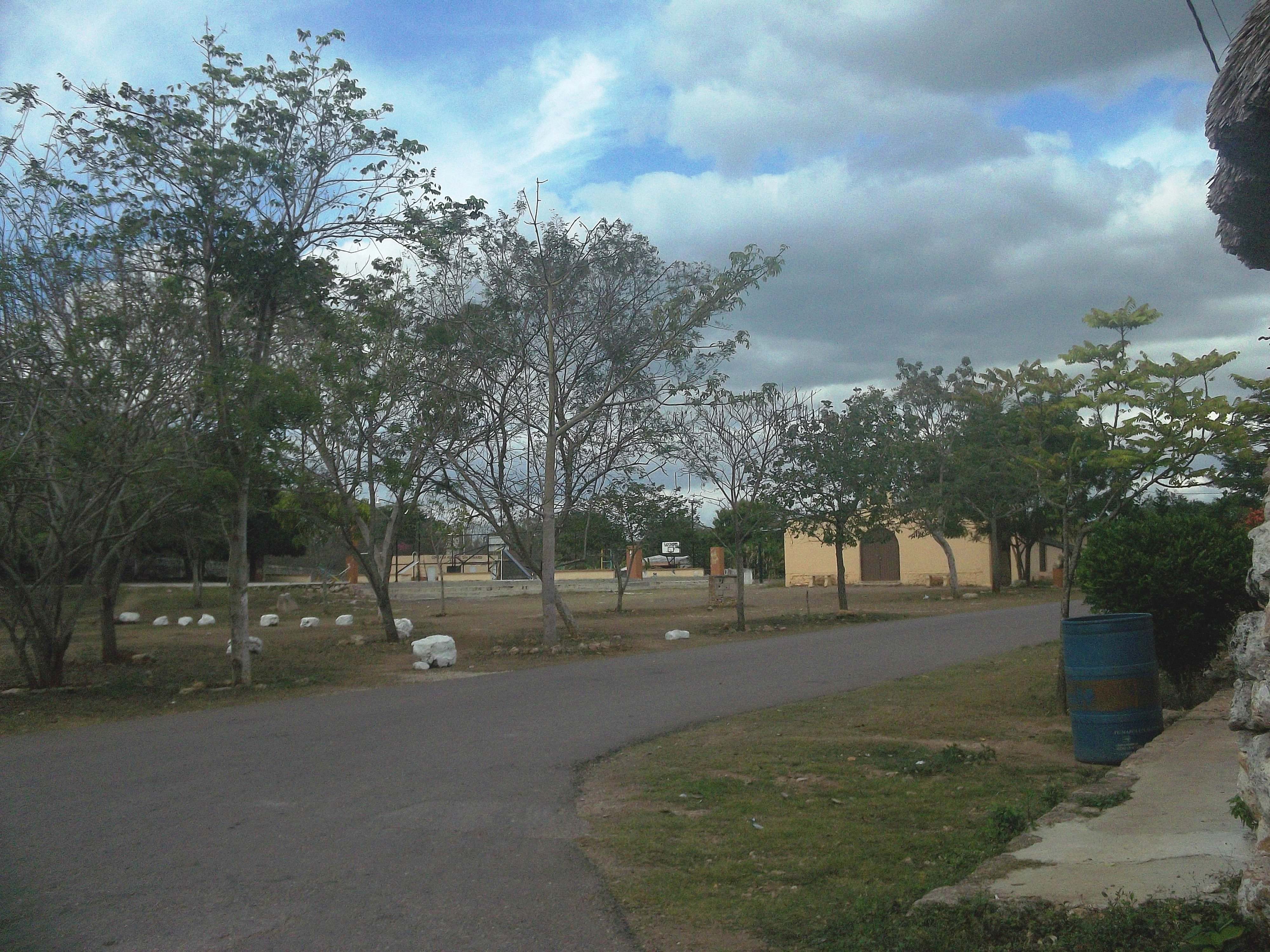
Parque principal de San Bernardo.
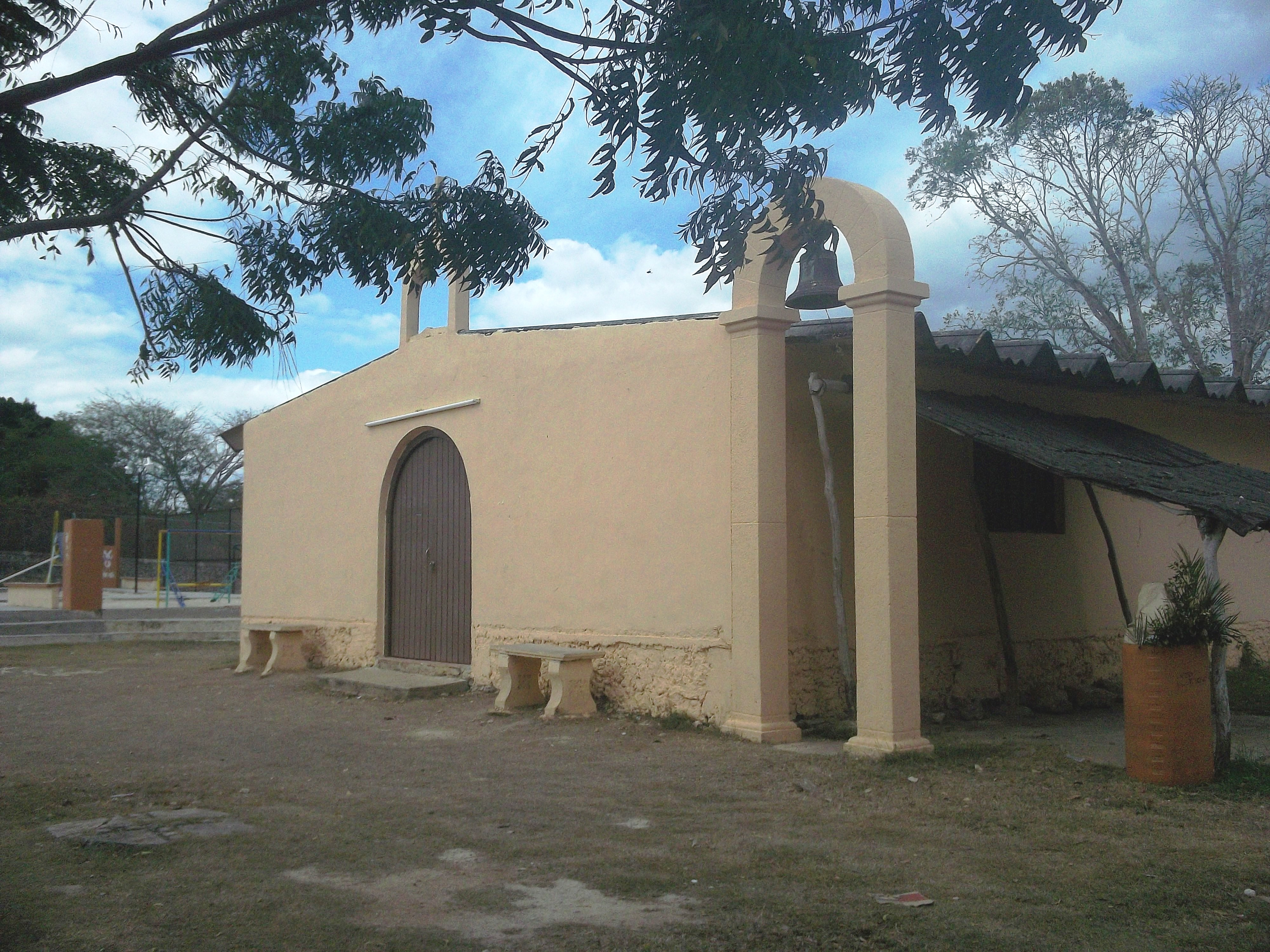
Iglesia principal de San Bernardo.
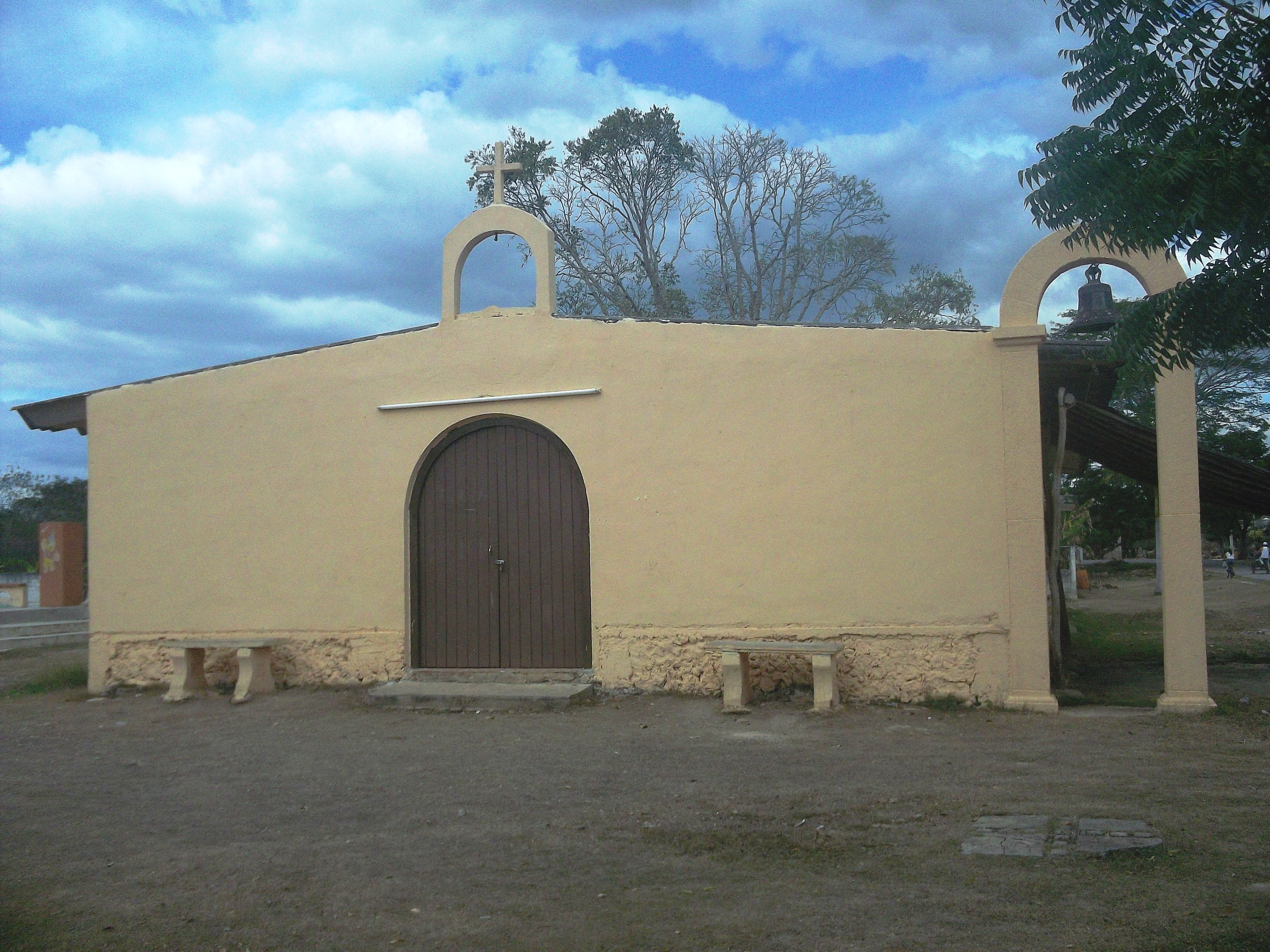
Iglesia principal de San Bernardo.
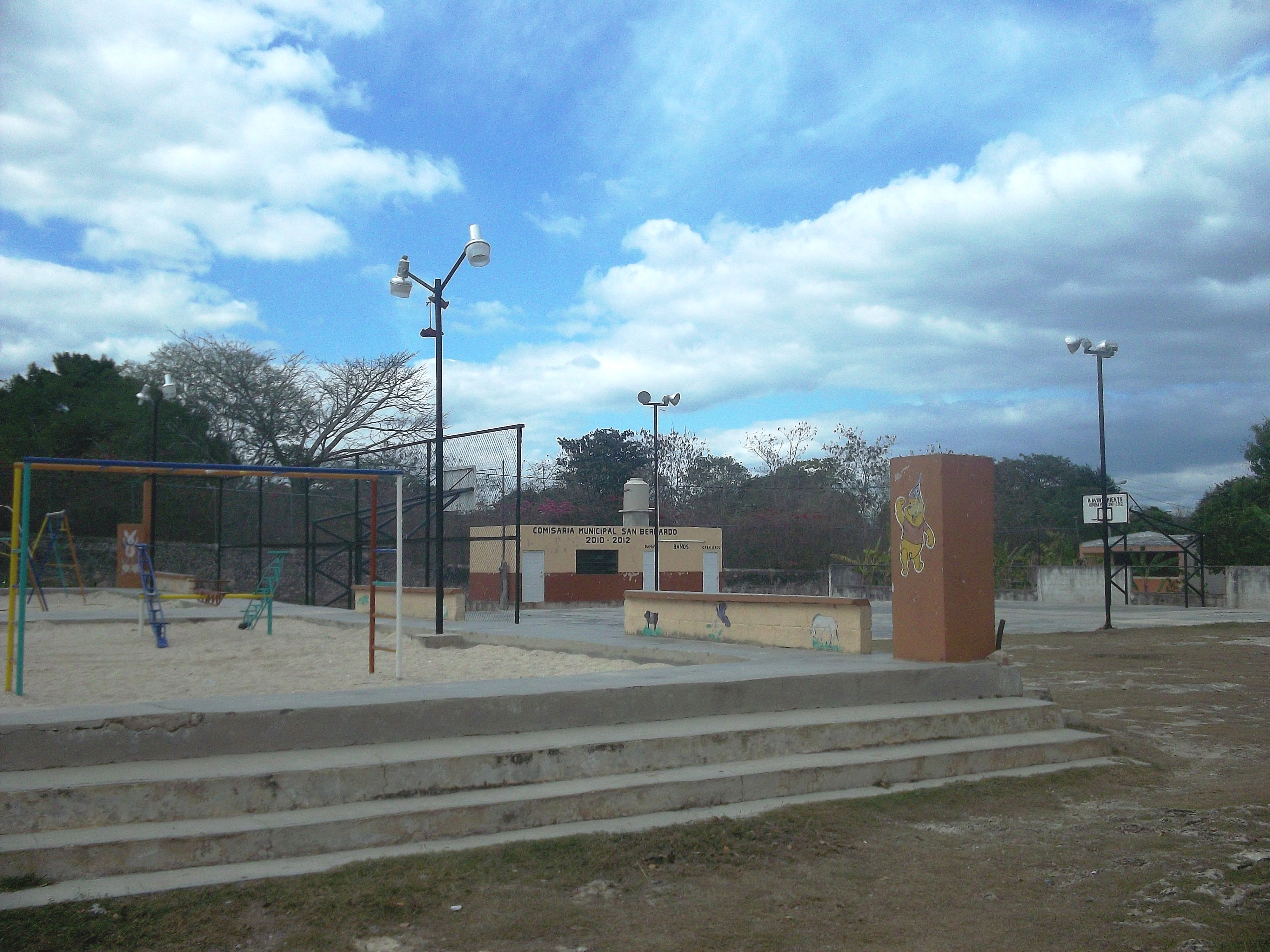
Casa comisarial de San Bernardo.
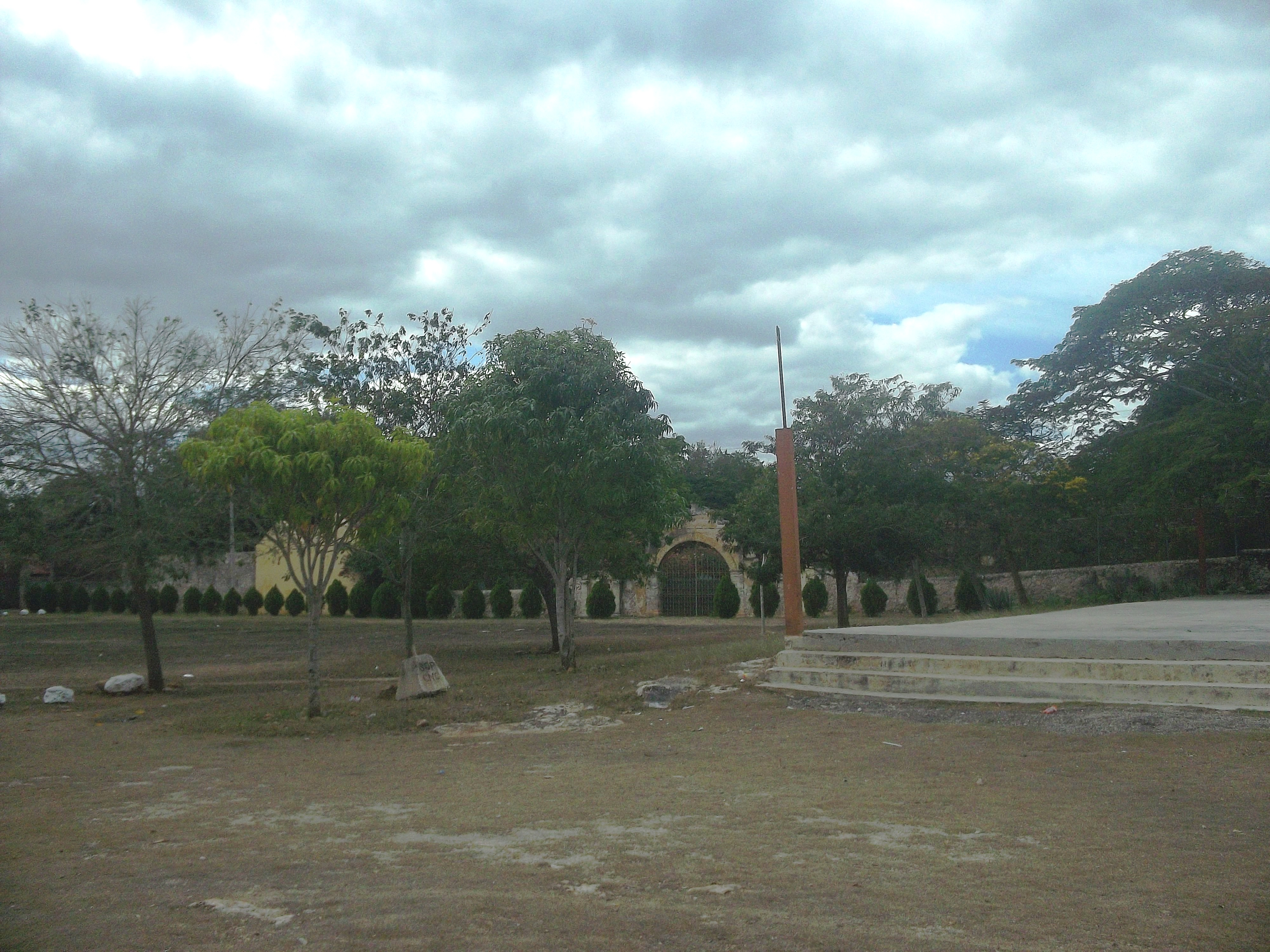
Vista de la hacienda San Bernardo.
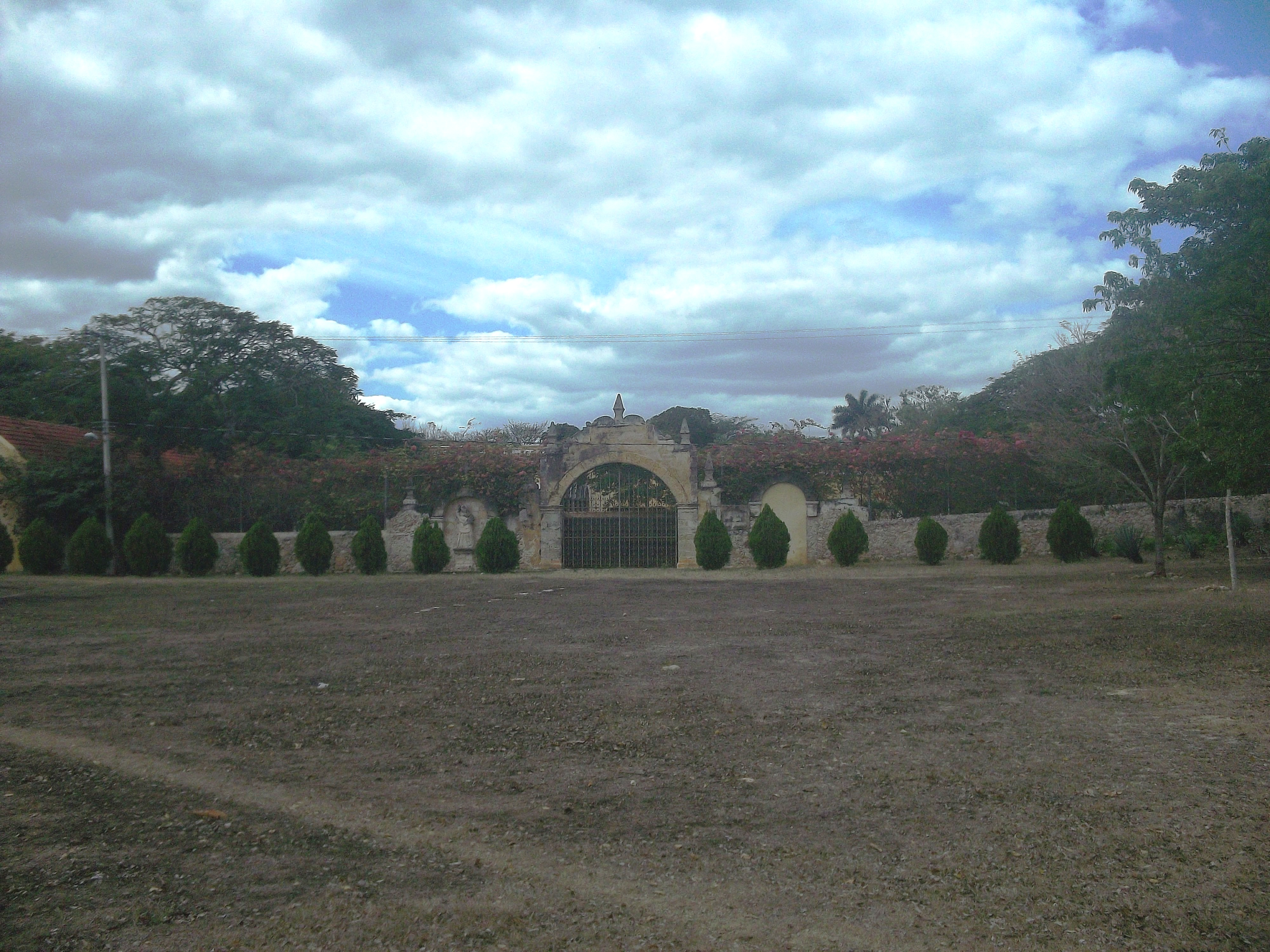
Vista de la hacienda San Bernardo.
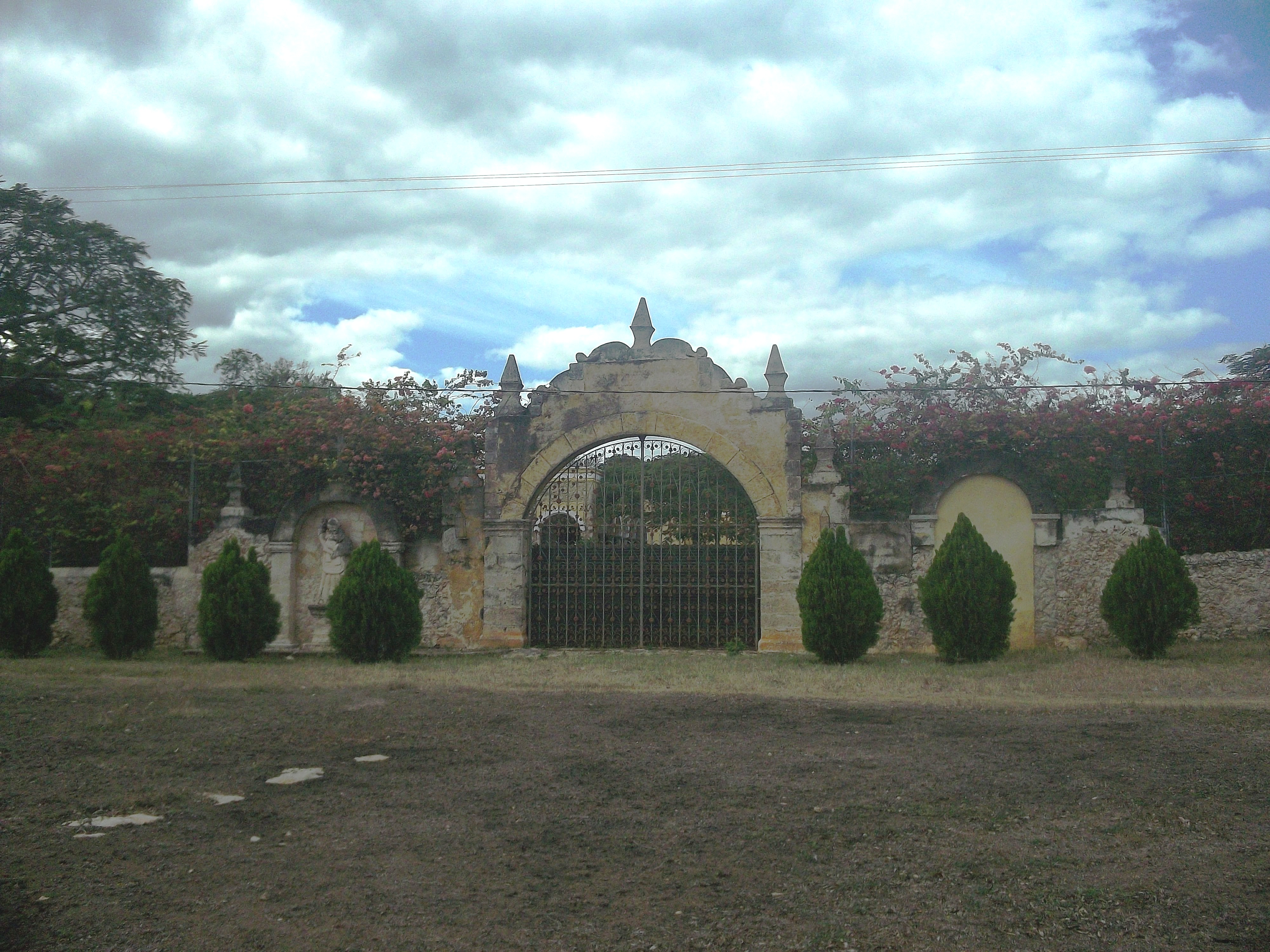
Vista de la hacienda San Bernardo.
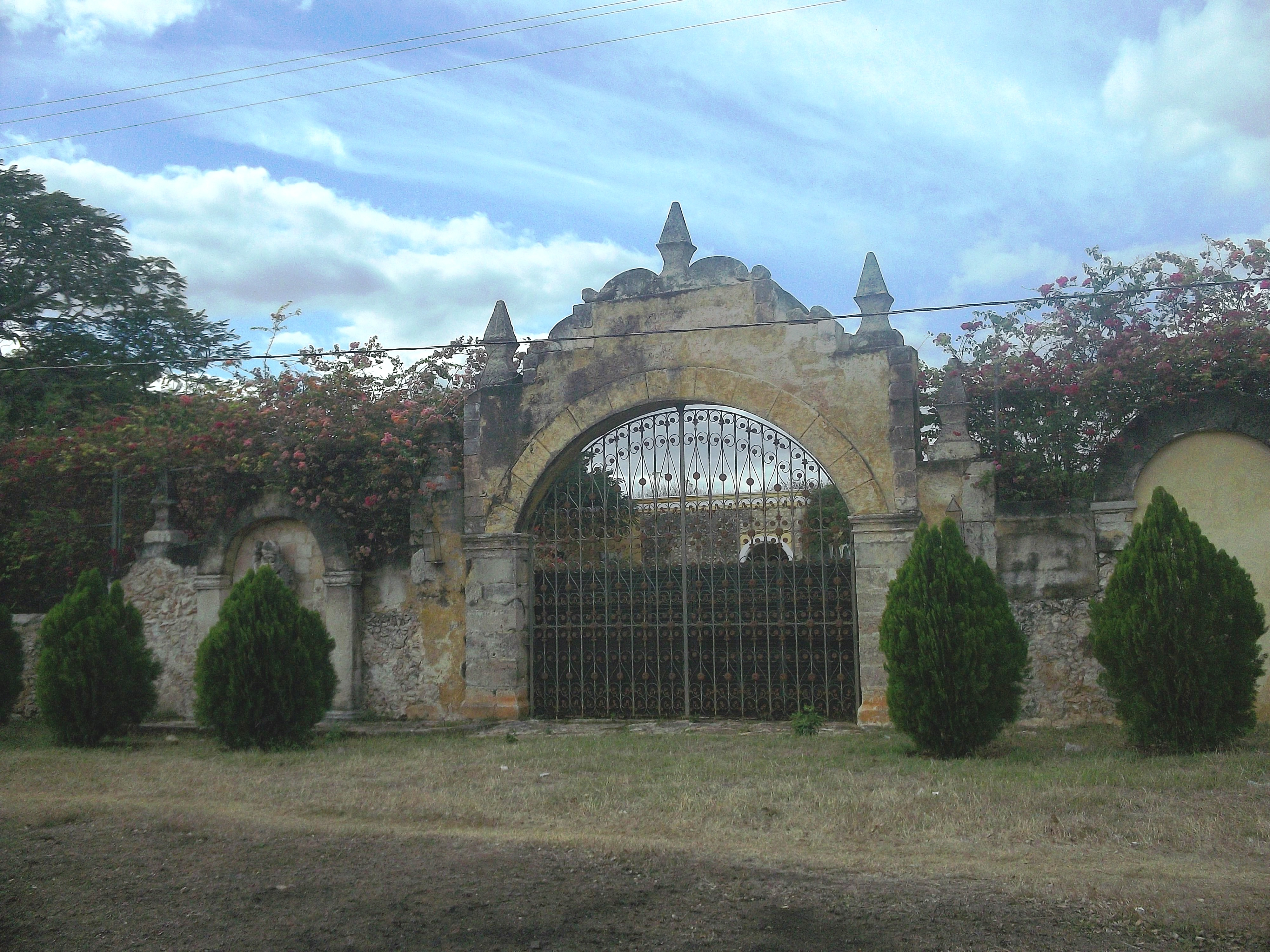
Vista de la hacienda San Bernardo.
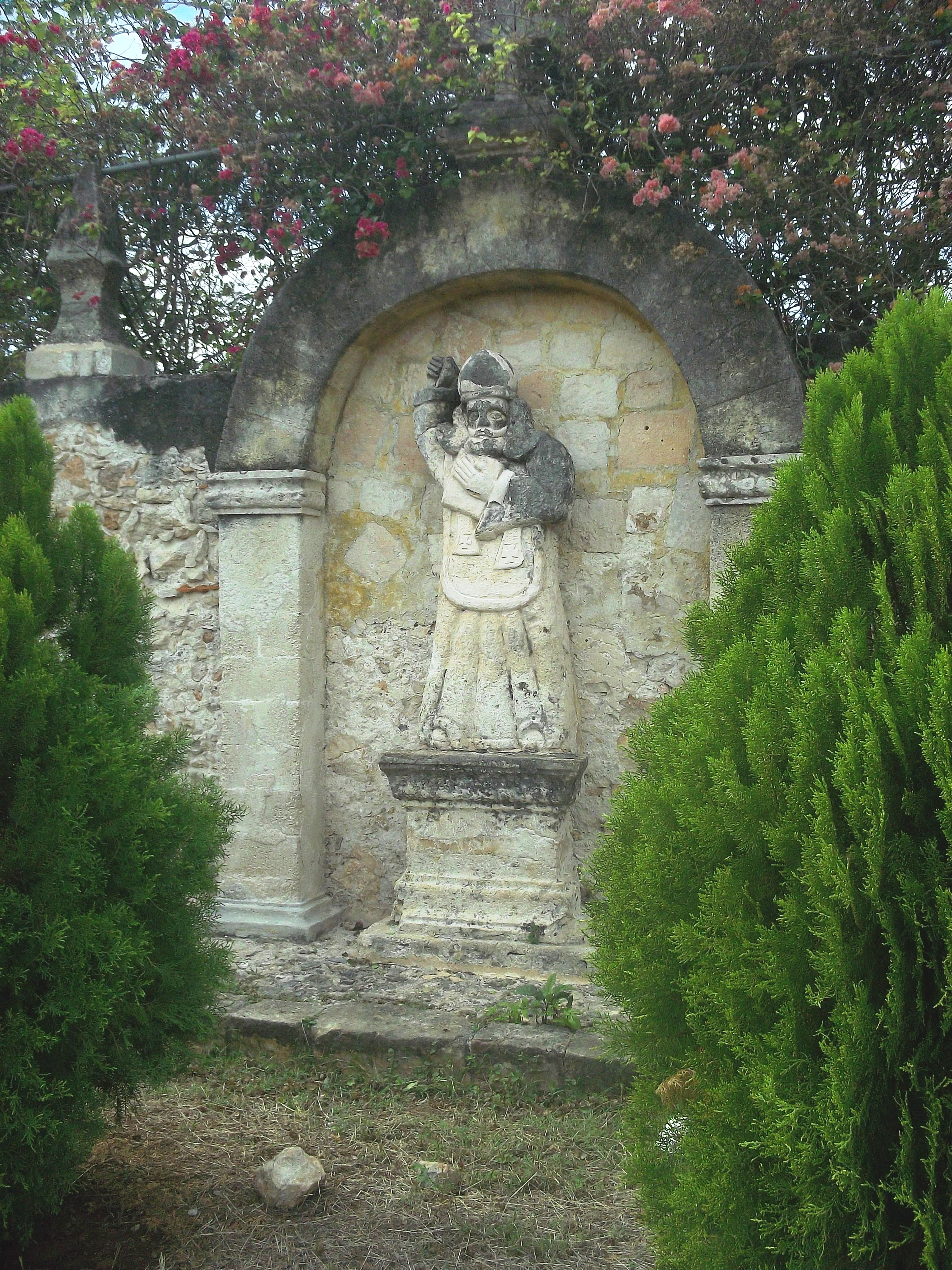
Vista de la hacienda San Bernardo.
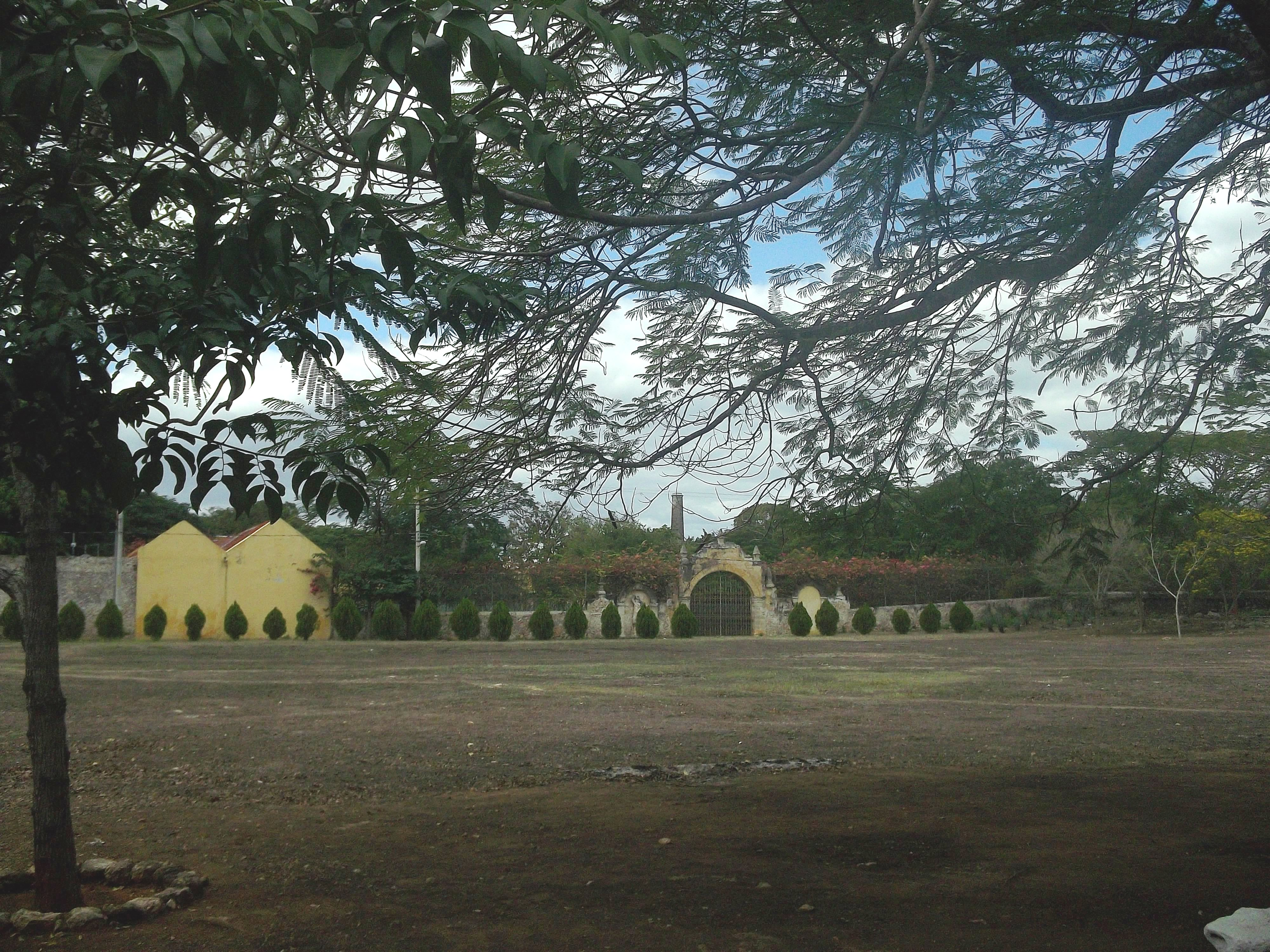
Vista de la hacienda San Bernardo.
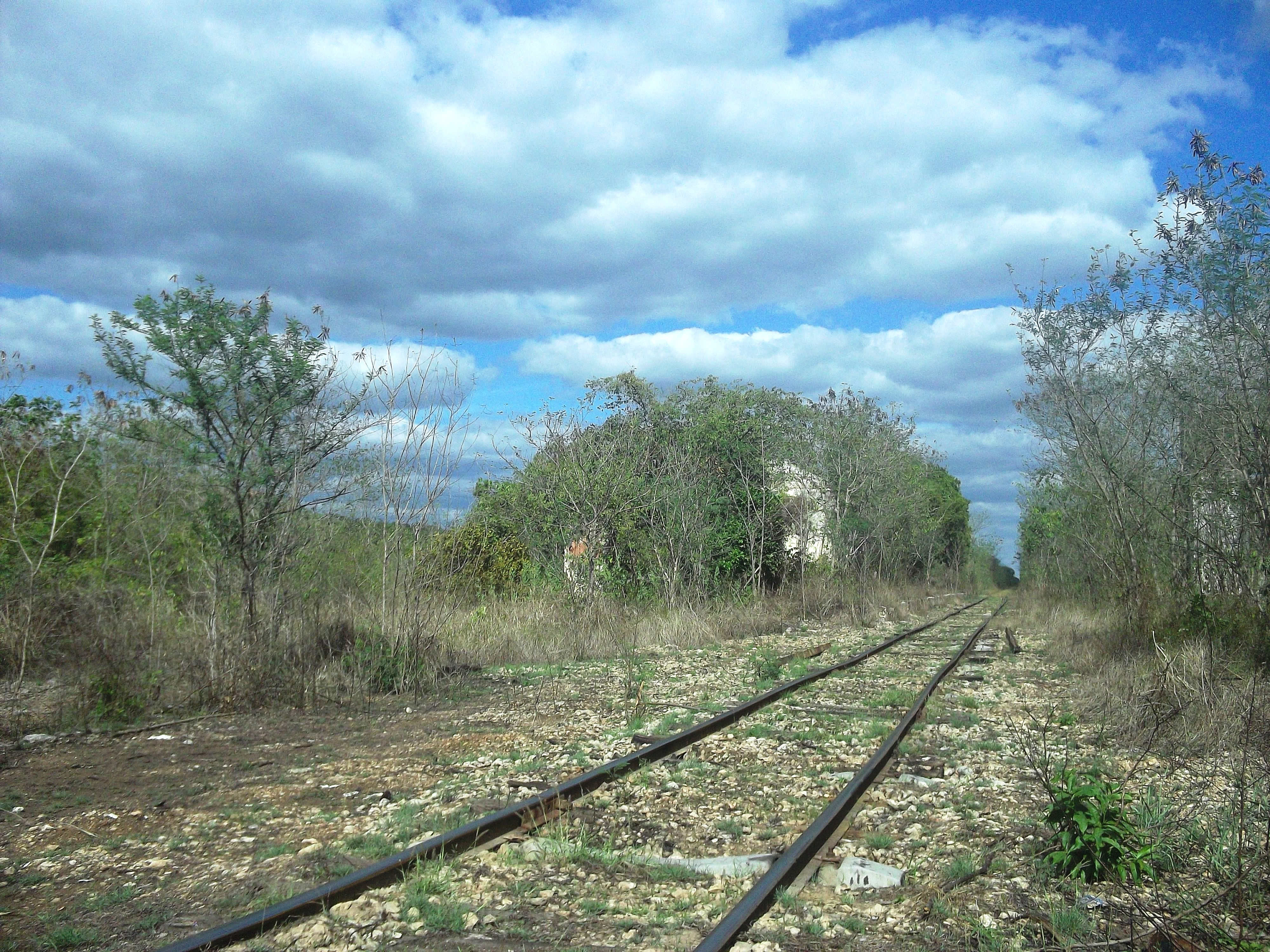
Estación de trenes de San Bernardo.